# Selma Lagerlöf
Selma Ottilia Lovisa Lagerlöf (op het landgoed Mårbacka in de gemeente Sunne (Värmlands län), 20 november 1858 – aldaar, 16 maart 1940) was een Zweedse schrijfster, die vooral bekend is geworden door haar kinderboek Nils Holgerssons wonderbare reis.

## Prijzen, eerbewijzen
In 1909 ontving ze, als eerste vrouw, de Nobelprijs voor Literatuur. In hetzelfde jaar ontving ze de Zweedse koninklijke onderscheiding Litteris et Artibus. In 1914 werd ze lid van de Zweedse Academie, het comité dat de Nobelprijs voor Literatuur toekent.
Ze woonde in de plaats Sunne, waar twee hotels naar haar zijn vernoemd. In haar voormalige woonhuis Mårbacka (nabij Sunne) is tegenwoordig een museum gevestigd.
Van 1991 tot 2015 stond haar portret op het bankbiljet van 20 Zweedse kronen. In 2015 is het portret van Astrid Lindgren hiervoor in de plaats gekomen.